# Anthrobia
Anthrobia is een geslacht van spinnen uit de familie hangmatspinnen (Linyphiidae).

## Soorten
De volgende soorten zijn bij het geslacht ingedeeld:
- Anthrobia acuminata (Emerton, 1913)
- Anthrobia coylei Miller, 2005
- Anthrobia monmouthia Tellkampf, 1844
- Anthrobia whiteleyae Miller, 2005